# Jacinto Jorge dos Anjos Correia
Jacinto Jorge dos Anjos Correia (Portugal, 1754 — fevereiro de 1830) foi um militar e político brasileiro.
Foi tenente agregado da companhia de infantaria auxiliar da freguesia de São Miguel da Terra Firme em 1794. Obteve terras em Três Riachos (atualmente no município de Biguaçu) em 1816.
Foi presidente da Junta governativa catarinense de 1822-1824, de 22 de maio de 1822 a 1824.